# روجر بليس (جيولوجي)
روجر بليس هو مهندس جيولوجي ‏ وجيولوجي كندي، ولد في 4 فبراير 1926 في شاوينيغان في كندا، وتوفي في 25 سبتمبر 2009 في مونتريال في كندا.